# Aelia Eudoxia
Aelia Eudoxia (?? – 404) was Oost-Romeins keizerin van 395 tot 404. Aelia Eudoxia was de dochter van de Frankische hoofdman Bauto, magister militum onder keizer Gratianus. Zij verscheen in 395 aan het hof van de jonge keizer Arcadius in Constantinopel in het gezelschap van Promotus, een magister militum en vertrouweling van Arbogastes, de opvolger van haar vader die in 388 was overleden.
Mogelijk kende Arcadius haar al vóór zijn keizerschap, de bronnen zijn daarover niet duidelijk. Wellicht was Arcadius' vader Theodosius een tegenstander van het huwelijk, want het paar trouwde in 395 direct na zijn dood.
De machtige Frankische en Gotische connecties van Eudoxia hebben een sterke invloed gehad op haar rol en prestige aan het hof. De naam Rufinus duikt regelmatig op in verband met intriges rond Eudoxia. Onduidelijk is of haar machtige vrienden, dan wel Eudoxia zelf de agenda bepaalde. In 400 werd Eudoxia tot Augusta verheven. Wat zeker is, in deze jaren (tot haar dood in 404) probeerde Eudoxia het patronaat van de kerk over te nemen van Arcadius. Er bestaan documenten die uitwijzen dat Eudoxia een synode bijeen kon roepen en dat niet haar man, maar zij werd geconsulteerd bij kerkelijke aangelegenheden.
Vijf van haar kinderen overleefden de zwangerschap: Flaccilla (397) Pulcheria (399) Arcadia (400) Theodosius II (401) en Marina (402)
De iconografie van Eudoxia is met zorg gekozen: de "hand van God" gaf haar tijdens haar leven een heiligenstatus.
Aelia Eudoxia krijgt geen onverdeeld gunstige pers in de Romeins-christelijke geschiedschrijving. Er wordt gefluisterd dat Theodosius II een zoon is geweest van een van haar (vele) bedgenoten. Zosimus beschrijft haar als een nymfomane, gecontroleerd door eunuchen (zoals Eutropius ) en bepaalde dames in de hofhouding van Arcadius. Philostorgios is iets milder, hij typeert haar eufemistisch als "minder saai dan haar vrome echtgenoot". Dit negatieve beeld in de christelijke geschiedschrijving kan ook een gevolg zijn van haar vete met Johannes Chrysostomus, de bisschop van Constantinopel.